# オラフ峰
オラフ峰（オラフほう、ノルウェー語: Olavtoppen, 英語: Olav Peak）は、南大西洋上に位置するノルウェー領の孤島、ブーベ島にある山である。バルディビア岬より南に位置する山で標高は780 mであり、ブーベ島の最高地点である。山の名前はノルウェー国王であるオーラヴ5世からつけられた。